# Gare de Gevrey-Chambertin
La gare de Gevrey-Chambertin est une gare ferroviaire française de la ligne de Paris-Lyon à Marseille-Saint-Charles, située sur le territoire de la commune de Gevrey-Chambertin, dans le département de la Côte-d'Or, en région Bourgogne-Franche-Comté.
C'est une halte ferroviaire de la Société nationale des chemins de fer français (SNCF) desservie par des trains du réseau TER Bourgogne-Franche-Comté.

## Situation ferroviaire
Établie à 244 m d'altitude, la gare de Gevrey-Chambertin est située au point kilométrique (PK) 325,363 de la ligne de Paris-Lyon à Marseille-Saint-Charles, entre les gares ouvertes de Dijon-Ville et de Vougeot - Gilly-lès-Cîteaux.

## Histoire

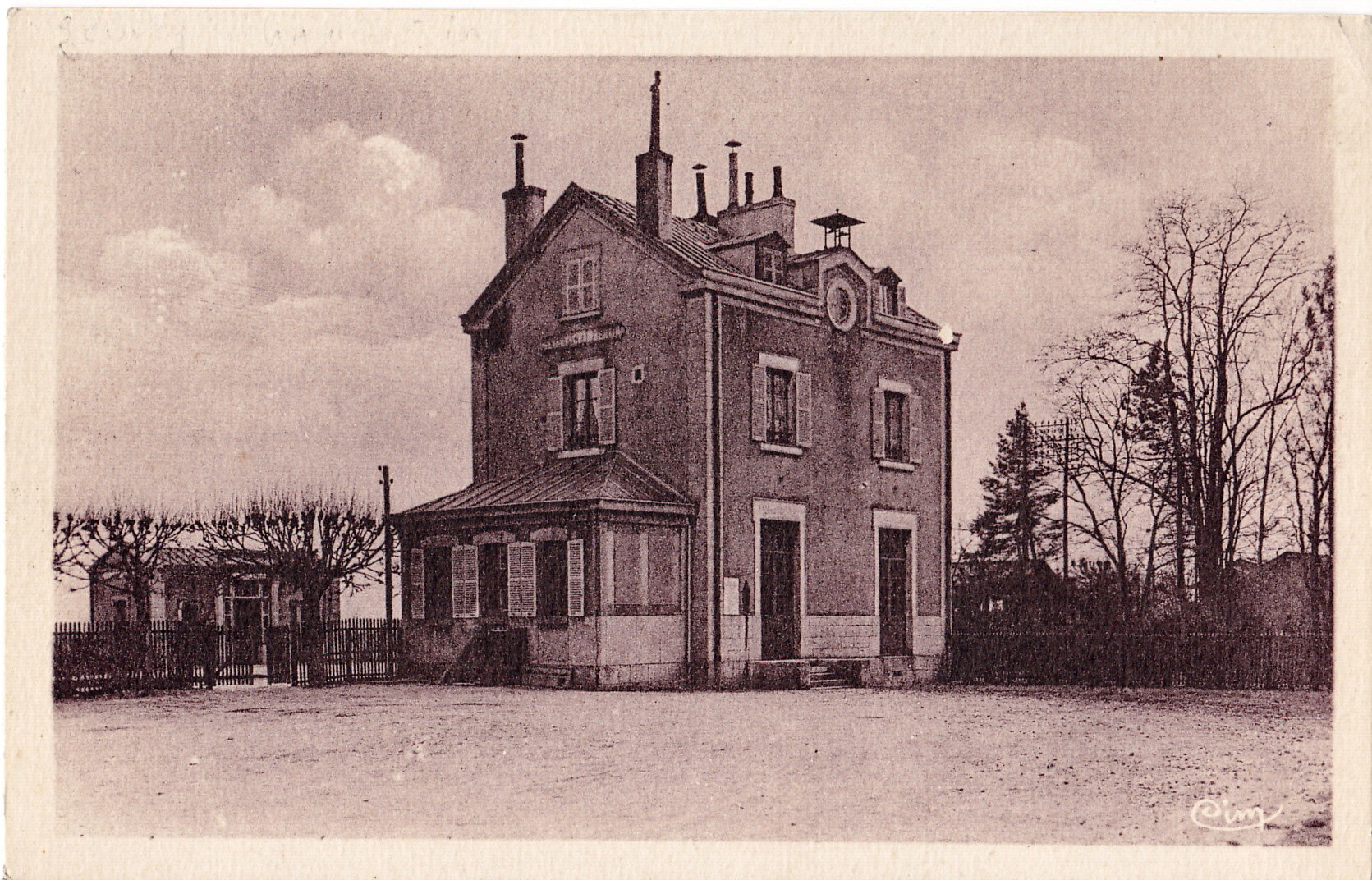
La gare dans les années 1930.

## Fréquentation
De 2015 à 2023, selon les estimations de la SNCF, la fréquentation annuelle de la gare s'élève aux nombres indiqués dans le tableau ci-dessous.
| Année     | 2015   | 2016   | 2017   | 2018   | 2019    | 2020   | 2021   | 2022    | 2023    |
| --------- | ------ | ------ | ------ | ------ | ------- | ------ | ------ | ------- | ------- |
| Voyageurs | 95 685 | 86 418 | 99 128 | 91 622 | 106 048 | 82 227 | 64 535 | 102 990 | 118 516 |

## Service voyageurs

### Accueil
C'est un point d'arrêt non géré (PANG) à entrée libre, équipé d'un distributeur de billets régionaux.

### Desserte
Gevrey-Chambertin est desservie par des trains du réseau TER Bourgogne-Franche-Comté qui effectuent des missions entre les gares de Dijon-Ville et Chalon-sur-Saône.

### Intermodalité
Un parking pour véhicules est disponible à proximité immédiate de la halte SNCF.